# Jenny P. Glusker
Jenny Pickworth Glusker (* 28. Juni 1931 in Birmingham) ist eine britische Biochemikerin und Kristallographin. Sie arbeitet seit 1956 am Fox Chase Cancer Center, einem nationalen Krebsforschungsinstitut in den Vereinigten Staaten. Sie ist zudem außerordentliche Professorin für Biochemie und Biophysik an der University of Pennsylvania.

## Leben
Jenny Pickworth wurde am 28. Juni 1931 in Birmingham, England geboren und war das älteste von drei Geschwistern. Ihre Eltern waren beide Ärzte. Ihr Vater Frederick Alfred Pickworth war studierter Chemiker, absolvierte aber, nachdem er einige Jahre für das Arzneimittelunternehmen Burroughs Wellcome & Company gearbeitet hatte, ein Medizinstudium und forschte dann in Birmingham auf dem Gebiet der Neurologie. Ihre Mutter Jane Wylie Stocks war gebürtige Schottin, hatte in Glasgow Medizin studiert und arbeitete in den 1920er Jahren in Dublin. Sie bekam später eine Stelle in Birmingham, wo sie Frederick Alfred Pickworth heiratete. Sie zog dann die drei Kinder auf und arbeitete nur noch gelegentlich.
Während ihrer Schulzeit wurde Jenny P. Glusker früh für die Chemie begeistert, maßgeblich durch ihre Chemielehrerin und Lehrbücher ihrer Mutter. Ihre Eltern wollten aber, dass sie Medizin studiert. Sie einigte sich mit ihrem Vater darauf, dass sie an die Medical School der University of Birmingham geht, wenn sie am Somerville College der University of Oxford abgelehnt wird. Sie absolvierte erfolgreich ihre Aufnahmeprüfung in Oxford bei Dorothy Crowfoot Hodgkin, unter der sie dann 1953 ihren Bachelorabschluss in Chemie machte und später promovierte. Bis Ende 1955 war sie mitbeteiligt an der Röntgenstrukturanalyse des Corrin-Rings vom Vitamins B12, für dessen Gesamtstrukturanalyse Hodgkins 1964 den Nobelpreis für Chemie erhielt; Glusker wurde der Doktortitel 1957 verliehen.
Während ihres Grundstudiums lernte sie den US-Amerikaner und zukünftigen Ehemann Donald L. Glusker kennen, der im Rahmen eines Rhodes-Stipendium in Oxford weilte und auch Chemiker war. Sie heirateten 1955 in den Vereinigten Staaten und gingen gemeinsam als Post-Doktoranden ans California Institute of Technology, wo Jenny P. Glusker im Labor von Linus Pauling arbeitete. 1956 zog sie mit ihrem Mann nach Philadelphia, wo sie auf Anraten von Dorothy Crowfoot Hodgkin ans Institute for Cancer Research (ICR) zu Arthur Lindo Patterson ging (heute Fox Chase Cancer Center). Sie arbeitete anfangs nur Teilzeit, um ihre drei Kinder aufzuziehen. Nach dem Tod von Patterson 1966 wurde sie Fakultätsmitglied am ICR. Sie war dann bis 2003 Senior Member (Full Professor) und ist heute Professor Emerita. Sie ist zudem seit 1980 außerordentliche Professorin für Biochemie und Biophysik an der University of Pennsylvania.
Jenny P. Glusker untersuchte anfangs am ICR die Struktur kleinerer Moleküle des Citratzyklus, im Speziellen die von Aconitase katalysierten Citrate, und deren Konformation als Ligand an Eisenatomen des Eisen-Schwefel-Clusters der Aconitase, was zu einem besseren Verständnis der dreidimensionalen Arbeitsweise der Enzyme (ferrous-wheel mechanism) führte. Später widmete sich ihr Labor kristallographischen Analysen von Anti-Tumorwirkstoffen und bestimmte unter anderem die Struktur und Konformation von Estramustin und Acridinderivaten. Weiterhin wurden Karzinogene wie Polycyclische aromatische Kohlenwasserstoffe untersucht sowie die Struktur des Enzyms Xylose-Isomerase.

## Auszeichnungen (Auswahl)
- 1979: Garvan-Olin-Medaille (American Chemical Society)
- 1995: Fankuchen Award (American Crystallographic Association)[4]
- 2011: John Scott Award (Philadelphia City Council)[5]

## Werke (Auswahl)
- Mit Kenneth N. Trueblood: Crystal Structure Analysis: A Primer. (1. Auflage 1972, 2. Auflage 1985) 3. Auflage, Oxford University Press, Oxford/New York 2010, ISBN 978-0199576340.
- Mit Dan McLachlan (Hrsg.): Crystallography in North America. American Crystallographic Association, New York 1983, ISBN 978-0937140079.
- Mit Mitchell Lewis, Miriam Rossi: Crystal Structure Analysis for Chemists and Biologists. VCH, New York 1994, ISBN 978-0895732736.